# Анзен (кантон)
Анзе́н (фр. Anzin) — кантон во Франции, находится в регионе О-де-Франс, департамент Нор, округ Валансьен.

## История
До 2015 года в состав кантона входили коммуны:
- Анзен
- Бевраж
- Брюэ-сюр-л’Эско
- Сен-Сольв

В результате реформы 2015 года  состав кантона был изменен.

## Состав кантона с 22 марта 2015 года
В состав кантона входят коммуны (население по данным Национального института статистики Архивная копия от 23 февраля 2020 на Wayback Machine за 2017 г.):
- Анзен (13 305 чел.)
- Бёвраж (6 740 чел.)
- Брюэ-сюр-л’Эско (11 449 чел.)
- Оннен (8 797 чел.)
- Френ-сюр-Эско (7 565 чел.)
- Эскопон (4 192 чел.)

## Политика
На президентских выборах 2022 г. жители кантона отдали в 1-м туре  Марин Ле Пен 42,5 % голосов против 20,2 % у Жана-Люка Меланшона и 16,8 % у Эмманюэля Макрона; во 2-м туре в кантоне победила Ле Пен, получившая 65,3 % голосов. (2017 год. 1 тур: Марин Ле Пен – 39,5 %, Жан-Люк Меланшон – 24,0 %, Эмманюэль Макрон – 14,0 %, Франсуа Фийон – 8,2 %; 2 тур: Ле Пен – 60,8 %. 2012 год. 1 тур: Марин Ле Пен — 30,4 %, Франсуа Олланд — 25,3 %, Николя Саркози — 16,7 %; 2 тур: Олланд — 60,2 % голосов).
С 2021 года кантон в Совете департамента Нор представляют мэр города Анзен Пьер-Мишель Бернар (Pierre-Michel Bernard) (Разные левые) и сенатор, член совета коммуны Оннен Мишель Греом (Michelle Gréaume) (Коммунистическая партия). 
|                | Кандидаты                       | Партия                   | Первый тур | Первый тур     | Второй тур | Второй тур |
| Кол-во голосов | Кандидаты                       | Партия                   | % голосов  | Кол-во голосов | % голосов  |            |
| -------------- | ------------------------------- | ------------------------ | ---------- | -------------- | ---------- | ---------- |
|                | Пьер-Мишель Бернар Мишель Греом | Левый блок               | 3 375      | 37,36          | 4 683      | 50,24      |
|                | Али Беньяхья Сильвия Дюамель    | Разные центристы         | 3 085      | 34,15          | 4 638      | 49,76      |
|                | Лоранс Пара Филибер Перейра     | Национальное объединение | 2 574      | 28,49          |            |            |

|                | Кандидаты                           | Партия                  | Первый тур | Первый тур     | Второй тур | Второй тур |
| Кол-во голосов | Кандидаты                           | Партия                  | % голосов  | Кол-во голосов | % голосов  |            |
| -------------- | ----------------------------------- | ----------------------- | ---------- | -------------- | ---------- | ---------- |
|                | Сильвия Дюамель Андре Ланкет        | Разные правые           | 3 296      | 23,44          | 6 828      | 50,38      |
|                | Франсис Будрангьян Надин Фурнар     | Национальный фронт      | 5 591      | 39,77          | 6 725      | 49,62      |
|                | Мишель Греом Доле Жан-Пьер Деланнуа | Коммунистическая партия | 2 788      | 19,83          |            |            |
|                | Жак Марисьо Натали Оннис            | Социалистическая партия | 2 385      | 16,96          |            |            |

|  | Кандидат    | Партия                  | % голосов |
|  | ----------- | ----------------------- | --------- |
|  | Жак Марисьо | Социалистическая партия | 54,65     |
|  | Эрве Бруйар | Разные правые           | 45,35     |